# Đinh Quốc Hùng (tướng lĩnh)
Đinh Quốc Hùng (sinh năm 1973) là tướng lĩnh Quân đội nhân dân Việt Nam, quân hàm Trung tướng. Ông hiện là Bí thư Đảng ủy, Chính ủy Tổng cục Công nghiệp quốc phòng.

## Tiểu sử
Thiếu tướng Đinh Quốc Hùng, sinh năm 1973, tại huyện Thanh Liêm, tỉnh Hà Nam
Từ năm 1994 - 2011, Thiếu tướng Đinh Quốc Hùng trải qua nhiều vị trí công tác: Học viên Trường Sĩ quan Phòng hóa và được kết nạp Đảng vào tháng 3/1996; Trung đội trưởng Đại đội 2, Tiểu đoàn 905, Binh chủng Hóa học; Học viên Chuyển loại Cán bộ Chính trị, Trường Sĩ quan Phòng Hóa; Phó Đại đội trưởng thứ nhất về Chính trị, Đại đội 2, Tiểu đoàn 905, Binh chủng Hóa học; Trợ lý Thanh niên, Cục Chính trị, Binh chủng Hóa học; Học viên Trường Đại học Ngoại ngữ Hà Nội - học tại Đoàn 871 thuộc Tổng cục Chính trị; Phó Tiểu đoàn trưởng Chính trị; Chính trị viên phó; Chính trị viên (Tiểu đoàn 905); Học viên Học viện Chính trị (Bộ Quốc phòng); Chủ nhiệm Chính trị Trung đoàn 87, Binh chủng Hóa học.
Từ tháng 1/2012 đến tháng 4/2013, ông giữ chức vụ Trợ lý Ban Thanh niên Quân đội Tổng cục Chính trị Quân đội nhân dân Việt Nam. Từ tháng 5/2013 đến tháng 2/2016 là Phó trưởng Ban Thanh niên Quân đội và là Bí thư Chi bộ. Từ tháng 3/2016 đến tháng 8/2018, ông là Trưởng ban Thanh niên Quân đội, Bí thư Chi bộ, Ủy viên Thường vụ Trung ương Đoàn. Tháng 8/2018, ông được thăng quân hàm Đại tá.
Tháng 9/2018 đến tháng 11/2018, ông là Học viên đào tạo hoàn chỉnh chương trình Cao cấp lý luận chính trị tại Học viện Chính trị. Sau đó được bổ nhiệm chức vụ Chính ủy Bộ Chỉ huy Quân sự tỉnh Phú Thọ thuộc Quân khu 2, Phó Bí thư Thường trực Đảng ủy Quân sự tỉnh Phú Thọ, từ tháng 12/2018 đến tháng 2/2020; học viên Học viện Quốc phòng (9/2019 - 1/2020).
Từ tháng 4/2020 đến nay, ông là Chính ủy Bộ Tư lệnh Bảo vệ Lăng Chủ tịch Hồ Chí Minh, Bí thư Đảng ủy Đoàn 969.
Năm 2022, ông được Chủ tịch nước Cộng hòa xã hội chủ nghĩa Việt Nam phong quân hàm Thiếu tướng Quân đội nhân dân Việt Nam.
Ngày 12/12/2024, tại Quyết định số 1551/QĐ-TTg, Thủ tướng Chính phủ bổ nhiệm Thiếu tướng Đinh Quốc Hùng giữ chức vụ Chính ủy Tổng cục Công nghiệp quốc phòng, Bộ Quốc phòng.

## Lịch sử thụ phong quân hàm
| Năm thụ phong | 2018   | 2022        | 2025        |
| ------------- | ------ | ----------- | ----------- |
| Cấp bậc       |        |             |             |
| Danh Xưng     | Đại tá | Thiếu tướng | Trung tướng |

## Khen thưởng
- Huân chương Chiến công hạng Nhất
- Huân chương Chiến công hạng Nhì
- Huân chương Hữu nghị
- Huân chương Chiến sĩ vẻ vang hạng Nhất
- Huân chương Chiến sĩ vẻ vang hạng Nhì
- Huân chương Chiến sĩ vẻ vang hạng Ba v.v...